# Dominikańskie Siły Powietrzne
Dominikańskie Siły powietrzne (Fuerza Aèrea Dominicana) składają się w większości z samolotów Cessna A-37B Dragonfly, które służą zwalczaniu wojsk partyzanckich. Na wyposażeniu znajduje się także kilka łącznikowych samolotów Cessna O-2A Skymaster. Kilka innych samolotów jest wykorzystywanych do zadań treningowych.